# 雙湖 (加利福尼亞州克恩縣)
雙湖（英語：Twin Lakes）是位於美國加利福尼亞州克恩縣的一個非建制地區。該地的面積和人口皆未知。

## 地理
雙湖的座標為34°59′14″N 118°30′52″W / 34.98722°N 118.51444°W，而該地的平均海拔高度為1576米（即5171英尺）。